# MiSex
MiSex (anche Misex) è stata una fiera dedicata al sesso aperta al pubblico che si svolgeva, a cadenza variabile nell'arco dell'anno, a Milano, la cui filosofia di base era quella di offrire  spettacoli e momenti di intrattenimento ai visitatori. 
Nata nel 1994, ha raccolto oltre 60,000 persone alla sua prima edizione e si stima che con l'edizione 2011 abbia raggiunto il milione di presenze totali per oltre 500 intrattenitori/trici.
La partecipazione a MiSex era aperta a tutte le aziende operanti nel settore della pornografia e la formula "Shop & Show" univa la funzione promozionale delle aziende alle attività di intrattenimento. L'esposizione era divisa in varie aree dedicate a film pornografici, spettacoli dal vivo ed esposizione di gadget in vendita al pubblico.
Oltre ad animazioni e spettacoli offerti dai singoli espositori, l'intrattenimento del pubblico si indirizzava principalmente presso il palco centrale, animato da spettacoli erotici con la possibilità di coinvolgimento del pubblico presente.
A inizio 2013, dopo 18 anni di attività, gli organizzatori hanno annunciato la chiusura della manifestazione dovuta all'inevitabile "obsolescenza" ormai raggiunta dal festival, "imposta da un mercato di voracissimi consumatori".
All'annuncio è seguito il lancio di un nuovo festival del settore, il Sex Festival di Milano, la cui prima edizione si è tenuta l'1 e 2 febbraio 2013.